# فریزر هاینز
فریزر هاینز (انگلیسی: Frazer Hines؛ زادهٔ ۲۲ سپتامبر ۱۹۴۴) بازیگر اهل انگلستان است.
از فیلم‌ها یا برنامه‌های تلویزیونی که وی در آن نقش داشته‌است می‌توان به دکتر هو، زپلین اشاره کرد.